# Anette Brolenius
Anette Brolenius é uma fotógrafa sueca de retratos e documentários,  graduada (cum laude) pela Academia Holandesa de Fotografia (Fotoacademie) Muitos dos seus projetos focam-se em  direitos humanos, emancipação e direitos e segurança das mulheres.
Em 2014, obteve o segundo prémio do concurso de fotografia de imprensa holandês Zilveren Camera, na categoria "Foreign News single shot", com uma fotografia do Hospital Panzi, na República Democrática do Congo.
A fotógrafa  fez uma apresentação sobre a série UNSUNG, que esteve em exibição no Museu Cobra. O Museu exibe 20 retratos de ativistas de direitos humanos de Brolenius da série ainda em crescimento ou mais de 130 retratos de ativistas de direitos humanos. Brolenius traz Zainab Malik como convidada (em foto),  Malik  luta contra a violência sexual no Paquistão.
Anette Brolenius é responsável pela exposição itinerante "Mundo Igualitário do ponto de vista do género - um tributo a quem luta pelos Direitos das Mulheres", constituída por quinze retratos de personalidades que se distinguiram pela luta da Igualdade de Género e Direitos das Mulheres. Esta exposição esteve pela primeira vez em Portugal, abrindo ao público no dia 2 de março de 2020, no concelho do Funchal, na Região Autónoma da Madeira. 